# Paul Hannong
Paul Anton Hannong, född 1700 i Mainz, död 31 maj 1760 i Strasbourg, var en tysk keramiker.
Hannong stammade från Elsass, där hans far Karl Franz Hannong (1669–1739) 1721 grundat en fajansfabrik i Strassburg, som 1732 övertogs av sonen Paul. Han försökte där framställa porslin, och lyckades slutligen 1751, men då fabriken i Vincennes hade monopol på porslinstillverkningen i Frankrike, sökte han och erhöll 1755 tillstånd att upprätta en fabrik i Frankenthal,  Frankenthalmanufakturen, vilken sköttes av honom och efter hans död av sönerna Charles-François och Josef Adam Hannong.